# Marc Azon
Pas d'image ? Cliquez ici

a Compétitions nationales et continentales officielles uniquement.

Marc Azon (né le 24 avril 1954 à Toulouse et mort le 3 février 2011 à Grenade) est un joueur français de rugby à XV qui a joué au poste de demi de mêlée.

## Biographie
Marc Azon a joué successivement avec le Stade toulousain de 1971 à 1977 puis au Football club villefranchois. Il devient arbitre à la fin de sa carrière de joueur.

## Palmarès
- Champion du Challenge Antoine Béguère en 1972 et 1975[3]